# Björn Hansen (Slawist)
Björn Hansen (* 5. Juli 1964 in Flensburg) ist ein deutscher Slavist. Sein Forschungsschwerpunkt ist das Gebiet der Modalität.

## Leben
Björn Hansen studierte Slavistik und Germanistik bei Volkmar Lehmann und Jochen Rehbein in Hamburg. Nach einem Forschungsaufenthalt am Institut für linguistische Forschung der Russischen Akademie der Wissenschaften promovierte Björn Hansen mit einem Thema aus der Aspektologie (Zur Grammatik von Referenz und Episodizität). Seitdem konzentriert sich seine Forschungstätigkeit auf Fragen von Modalität und Modus, wobei Hansen aus der Sprachtypologie stammende Ansätze auf die slavischen Sprachen anwendet. Zu seinen wichtigsten Arbeiten in dem Bereich zählen Das Modalauxiliar im Slavischen: Grammatikalisierung und Semantik im Russischen, Polnischen, Serbischen/Kroatischen und Altkirchenslavischen und der arealtypologische Sammelband Modals in the Languages of Europe (Hrsg. mit Ferdinand de Haan). Im Bereich der Grammatikalisierung gilt sein Augenmerk besonders der Rolle von Sprachkontakt in diesem Prozess. Björn Hansen selbst beschreibt seinen Ansatz als theory-informed und data-driven. Nach einer zweijährigen Tätigkeit als Lecturer in Slavonic Linguistics and Philology am Department of Slavonic Studies der University of Cambridge folgte Björn Hansen 2002 dem Ruf auf den Lehrstuhl für Slavische Philologie (Sprachwissenschaft) an der Universität Regensburg.

## Positionen und Ehrungen
Björn Hansen ist Mitglied im Deutschen Slavistenverband, Mitherausgeber der Reihe Slavolinguistica und Mitglied im „Editorial Board“ der Zeitschriften Zbornik Matice Srpske za filologiju i lingvistiku, Cognitive Studies / Études Cognitives und Godišnjak Filozofskog fakulteta u Novom Sadu (Jahrbuch der Philosophischen Fakultät Novi Sad). Zudem ist Hansen als Gutachter für den Fonds Wetenschappelijk Onderzoek (FWO), den Fond zur Förderung der wissenschaftlichen Forschung (FWÖ), die Deutsche Forschungsgemeinschaft (DFG), die Grantová Agentura České Republiky und die Alexander von Humboldt-Stiftung tätig. Björn Hansen ist als principal investigator in der durch die Exzellenzinitiative des Bundes und der Länder finanzierten Graduiertenschule für Ost- und Südosteuropastudien beteiligt.

## Werke (Monografien und Sammelbände)
- B. Hansen, M. Aptroot (Hrsg.): Yiddish Language Structures. (Empirical Approaches to Language Typology 52) Mouton de Gruyter 2014, ISBN 978-3-11-033952-9.
- B. Hansen (Hrsg.) unter Mitarbeit von Veronika Wald: Diachrone Aspekte slavischer Sprachen. (Slavolinguistica 16) Otto Sagner, München – Berlin 2012, ISBN 978-3-86688-315-4.
- B. Wiemer, B. Wälchli, B. Hansen (Hrsg.): Grammatical Replication and Borrowability in Language Contact. (Trends in Linguistics. Studies and Monographs 242) Mouton de Gruyter, Berlin 2012, ISBN 978-3-11-027197-3.
- B. Hansen, J. Grković-Major (Hrsg.): Diachronic Slavonic Syntax: Gradual Changes in Focus. (Wiener Slawistischer Almanach – Sonderband 74). Otto Sagner, München – Berlin – Wien 2010, ISBN 978-3-86688-096-2.
- B. Hansen, F. de Haan (Hrsg.): Modals in the Languages of Europe: A Reference Work Empirical Approaches to Language Typology. (Empirical Approaches to Language Typology 44). Walter de Gruyter 2009, ISBN 978-3-11021-920-3.
- B. Hansen, P. Karlík, Petr (Hrsg.): Modality in Slavonic Languages. New Perspectives. (Slavolinguistica 6). Otto Sagner, München 2005, ISBN 978-3-87690-916-5.
- B. Hansen: Das Modalauxiliar im Slavischen: Grammatikalisierung und Semantik im Russischen, Polnischen, Serbischen/Kroatischen und Altkirchenslavischen (Slavolinguistica 2). Otto Sagner, München 2001, ISBN 978-3-87690-807-6.